# Mesa de los Tres Reyes
Mesa de los Tres Reyes (aragonsky: Meseta d'os Tres Reis, baskicky: Hiru Erregeen Mahaia, gaskoňsky: Tabla d'eths Tros Rouyes, francouzsky: Table des Trois Rois) je hora v Pyrenejích, jejímž vrcholem prochází hranice mezi Francií a Španělskem. Je nejvyšším bodem autonomního společenství Navarra a dosahuje nadmořské výšky 2446 m. Hora dominuje údolí řeky Atxerito.
Název znamená v překladu „Stůl tří králů“. Stýkaly se zde hranice Navarrského království, Béarnu a Aragonského království a podle pověsti se mohli na vrcholu panovníci všech tří zemí sejít, aniž by opustili své území.
Hora se nachází v přírodní rezervaci Larra-Belagua. Nejoblíbenější cesta na vrchol začíná u chaty Refugio de Linza v nadmořské výšce 1320 m.